# Masjid Agung Tasikmalaya
Masjid Agung Tasikmalaya is een moskee in het centrum van Tasikmalaya in Indonesië.
De grote moskee is diverse keren volledig gerenoveerd. De oudste documenten tot nu toe gevonden geven aan dat de moskee is gebouwd van 1886 tot 1888 na opdracht van regent Tumenggung Raden Aria Suryaatmaja met een oppervlakte van 400 vierkante meter.
De laatste (volledige) renovatie is uitgevoerd in 2000 met behulp van architect Slamet Wirasonjaya. De kosten bedroegen 7,9 miljard roepia. De oppervlakte beslaat op dit moment 2456 vierkante meter en de moskee biedt plaats aan 8000 pelgrims.

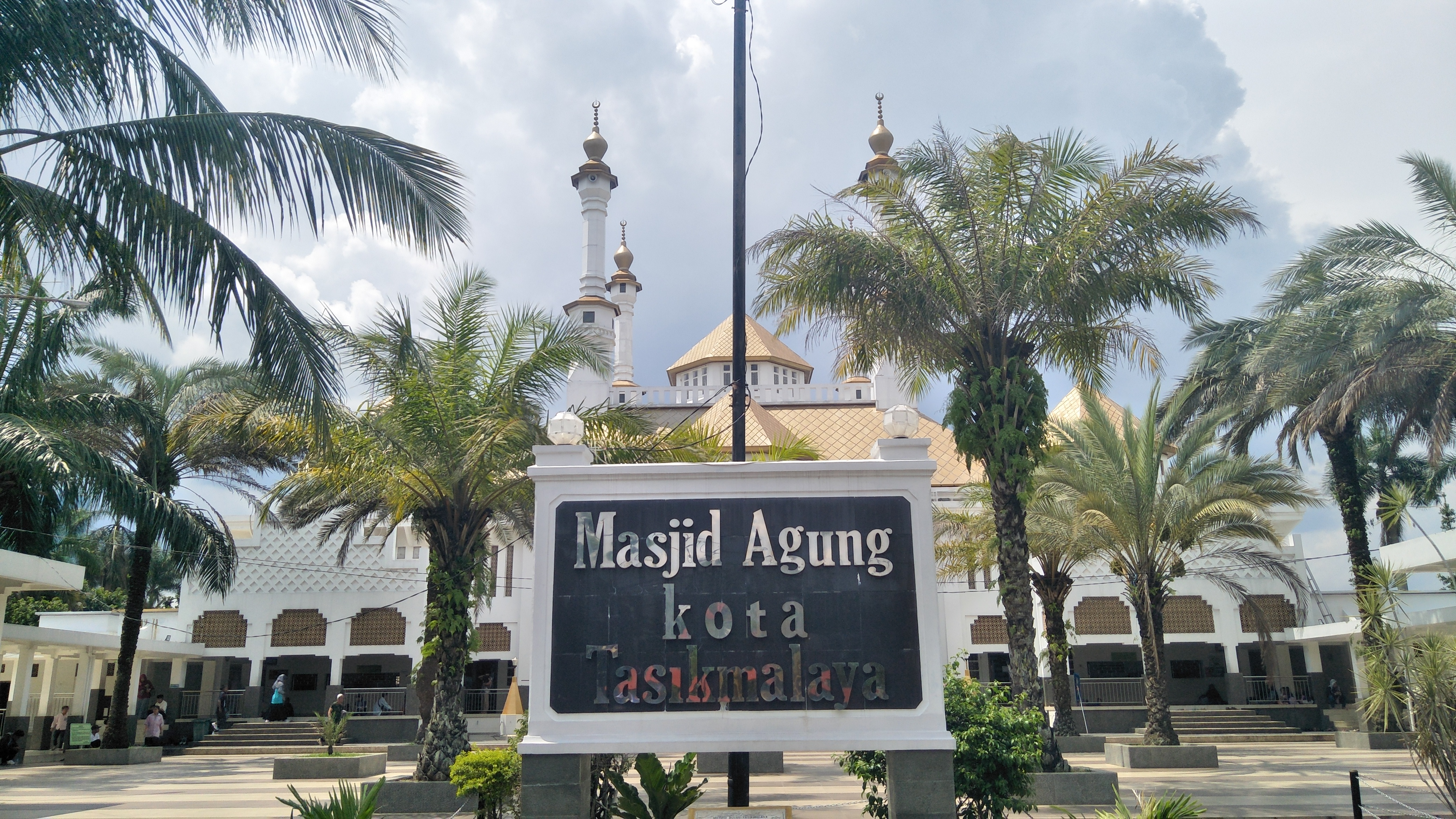
2019
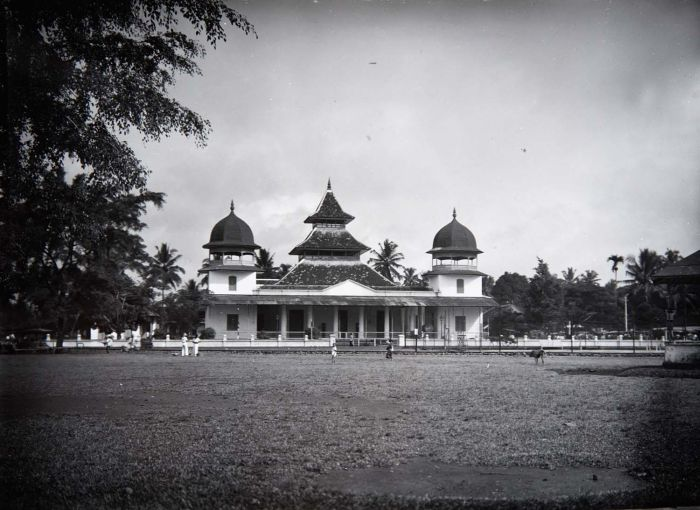
Tussen 1925 en 1933